# Zot Nekrasov
Pour les articles homonymes, voir Nekrassov.
 (juin 2019).
Si vous disposez d'ouvrages ou d'articles de référence ou si vous connaissez des sites web de qualité traitant du thème abordé ici, merci de compléter l'article en donnant les références utiles à sa vérifiabilité et en les liant à la section « Notes et références ».
Zot Illitch Nekrasov (en ukrainien : Зот Ілліч Некрасов, né le 26 décembre 1907 (8 janvier 1908 dans le calendrier grégorien) à Melitopol et mort le 1er décembre 1990 à Dniepropetrovsk, est un scientifique soviétique de l'industrie sidérurgique et académicien de l'Académie nationale des sciences d'Ukraine (à partir de 1961).

## Biographie
Né à Melitopol (dans le gouvernement de Tauride de l'Empire russe, aujourd'hui oblast de Zaporijjia en Ukraine) dans une famille de travailleurs russes. En 1930, il obtient son diplôme de l'Institut métallurgique de Dniepropetrovsk. Il travaille ensuite à l'institut de recherche scientifique sur les métaux de Dniepropetrovsk. Ses écrits scientifiques sont liés à la théorie du haut fourneau. Avec le début de Seconde Guerre mondiale, le département a été évacué à Magnitogorsk.
Après la guerre, Zot Nekrasov se consacre au développement de l'Institut de métallurgie du fer à Dniepropetrovsk. En 1950, il défend sa thèse de doctorat. De 1952 à 1976, il travaille comme directeur de l'Institut et développe de nouvelles méthodes de fonte des minerais de fer.
Le travail scientifique de N. Nekrasov est largement reconnu internationalement[réf. nécessaire]. Il a été président du Comité des fabricants d'acier pendant de nombreuses années à la Commission économique des Nations unies à Genève. Il est également membre d'un certain nombre de comités et de conseils scientifiques liés aux problèmes de l'industrie sidérurgique.
Il obtient les titres d'acteur honoré de la science et la technologie de la République socialiste soviétique d'Ukraine (1978) et de Héros du travail socialiste (1969).
Il est mort à Dniepropetrovsk le 1er décembre 1990.

## Hommage
L'usine métallurgique Illitch de Marioupol est nommée en son honneur.